# Picot cuacurt d'Indonèsia
El picot cuacurt d'Indonèsia (Hemicircus sordidus) és una espècie d'ocell de la família dels pícids (Picidae) que habita la selva humida de la Península Malaia, Borneo, Sumatra i altres petites iles properes.
Ha estat considerada una subespècie de Hemicircus concretus però recentment ha estat classificada com una espècie diferent.